# Eugenio Velasco Letelier
Eugenio Velasco Letelier (Santiago, 3 de julio de 1918-ibidem, 8 de enero de 2001) fue un abogado, político y embajador chileno, además de ser integrante del Tribunal Constitucional y la Corte Suprema. Fue uno de los fundadores de la Concertación de Partidos por la Democracia.
Hijo de Guillermo Velasco y de Ana Letelier, fue un participante activo de actividades políticas y deportivas.

## Biografía
Eugenio Velasco Letelier estuvo casado con Teresa Santelices, con quien tuvo a Ana María, Eugenio, Teresa y Rodrigo. Tuvo un segundo matrimonio con la abogada Marta Brañes Ballesteros, con quien tuvo a Andrés Velasco (exministro de Hacienda del gobierno de la presidenta Michelle Bachelet) y a Ximena. Fue un destacado alumno en sus estudios primarios y secundarios, a la edad de 17 años, ingreso a bachillerato en tres menciones: histórico y letras, matemáticas y física y biología y química e ingreso a la escuela de derecho de la Universidad de Chile, en el que fue destacado como un excelente estudiante, siendo ayudante en muchas asignaturas.
Además participó en diversas actividades deportivas como fútbol, atletismo, básquetbol y box, alcanzando en este último el título de campeón universitario de la categoría pluma. En 1942 egreso de la facultad obteniendo distinción máxima en su examen de literatura, a los 24 años obtúvo el título de abogado y al año siguiente fue designado profesor en la escuela de derecho de Santiago. 
En 1957, a los 38 años, fue nombrado director de la escuela de derecho de Santiago, cargo en el que permaneció hasta 1965, cuando fue elegido decano de la Facultad de Ciencias Jurídicas y Sociales de la Universidad de Chile, que ejerció hasta 1971. Cabe indicar que en 1960 ocupó la vicerrectoría de la Universidad de Chile.
El presidente Jorge Alessandri en 1963 lo nombra representante del gobierno de Chile como embajador en Argelia y Túnez por dos años. 
Fue militante del Partido Radical y en 1971 formó parte del Partido Izquierda Radical. En las elecciones parlamentarias de 1973 se presentó como candidato a senador por la Provincia de Maule donde no resultó elegido. Tiempo después su colectividad cambió de nombre a Partido Social Democracia.
Durante la Dictadura cumplió labores en la Vicaría de la Solidaridad y vivió once años de exilio en Venezuela y Estados Unidos. Fue ministro del Tribunal Constitucional entre los 1991 y 1993. 
Falleció el 8 de enero de 2001, a los 82 años.

## Otras actividades en el ámbito deportivo
Dentro de sus muchas actividades se destaca también el haber ocupado el cargo de presidente del equipo de fútbol Universidad de Chile.
En 1950 hizo su debut en el automovilismo, donde en 1957 se coronó campeón. participó en la famosa competencia del kilómetro lanzado realizada en las calles de la periferia capitalina, corrió en el histórico circuito de Macul en el que participaron los campeones Argentinos. Su equipo lo integraba uno de los mecánico más prestigiosos de la época, Tomás Lí Bravo, más conocido como “El Chino Lí”. En la década de los 50, sus performances empezaron a mejorar notablemente, obteniendo buenas clasificaciones en varias carreras como: “Las tres provincias” en 1956 la cual obtuvo el 4 lugar, su primer gran triunfo fue en 1957 entre Santiago y la ciudad de la Serena, también corrió en Argentina y en el circuito Atocongo en el Perú. Eugenio Velasco fue elegido por el círculo de periodistas deportivos como el mejor deportista nacional del 1960. Simultáneamente, en ese entonces, Velasco desempeñaba labores directivas, siendo presidente de la asociación de volantes de Chile, director del automóvil club de Chile y presidente de su comisión deportiva.
La última prueba que corrió, en 1964, fue sin duda una carrera especial en su Mercedes Benz 220SE modelo 1962 y pese a competir contra autos preparados, consiguió el 4 lugar de la competencia.

## Historial electoral

### Elecciones parlamentarias de 1973
- Elecciones parlamentarias de 1973 para senador por la Sexta Agrupación Provincial (Talca, Linares, Curicó y Maule), Período 1973-1981 (Fuente: Diario El Mercurio, martes 6 de marzo de 1973)

| Candidato                                 | Partido                    | Votos   | %      | Resultado |
| ----------------------------------------- | -------------------------- | ------- | ------ | --------- |
| A. Confederación de la Democracia         |                            |         |        |           |
| Patricio Aylwin Azócar                    | PDC                        | 35 541  | 14,79% | Senador   |
| José Foncea Aedo                          | PDC                        | 16 190  | 6,74%  | Senador   |
| Héctor Valenzuela Valderrama              | PDC                        | 11 708  | 4,87%  |           |
| Sergio Diez Urzúa                         | PN                         | 59 503  | 24,76% | Senador   |
| Eugenio Velasco Letelier                  | PIR                        | 7544    | 3,14%  |           |
| Votos de Lista                            | CODE                       | 1605    | 0,67%  |           |
| B. Unidad Popular                         |                            |         |        |           |
| Alejandro Toro Herrera                    | PCCh                       | 42 770  | 17,80% | Senador   |
| Erich Schnake Silva                       | PS                         | 53 483  | 22,26% | Senador   |
| Jorge Cabello Pizarro                     | PR                         | 9941    | 4,14%  |           |
| Votos de Lista                            | UP                         | 1991    | 0,83%  |           |
| Votos válidamente emitidos                | Votos válidamente emitidos | 240 276 | 97,72% |           |
| Votos nulos                               | Votos nulos                | 3525    | 1,43%  |           |
| Votos en blanco                           | Votos en blanco            | 2077    | 0,84%  |           |
| Total de votos emitidos                   | Total de votos emitidos    | 245 878 | 100,0% |           |
| Fuente: Dirección del Registro Electoral. |                            |         |        |           |

## Publicaciones
- "El objeto ante la Jurisprudencia" 1941 (memoria de prueba para optar al grado de licenciado en la Facultad de ciencias jurídicas y sociales de la Universidad de Chile).
- "El derecho y los cambios sociales" (1967).
- "Algunas reflexiones sobre la juventud actual" (1971).
- "Visión de Cuba" (1972).
- "Disolución del matrimonio" (1973).
- "Expulsión. (Sobre la expulsión de la dictadura de Augusto Pinochet Ugarte a Eugenio Velasco)" (1986)